# San Diego Film Critics Society Awards 2004
I premi del 9° San Diego Film Critics Society Awards sono stati annunciati il 21 dicembre 2004.

## Premi assegnati

### Miglior attore
Jim Carrey – Se mi lasci ti cancello

### Miglior attrice
Imelda Staunton – Il segreto di Vera Drake

### Miglior film di animazione
- Gli Incredibili - Una "normale" famiglia di supereroi (The Incredibles) di Brad Bird
  - Shark Tale di Vicky Jenson, Bibo Bergeron e Rob Letterman
  - Shrek 2 di Andrew Adamson, Kelly Asbury e Conrad Vernon

### Miglior fotografia
Christopher Doyle - Hero (Yīngxióng) (ex aequo) John Mathieson - Il fantasma dell'Opera (The Phantom of the Opera)

### Miglior regista
Clint Eastwood – Million Dollar Baby

### Miglior documentario
Tarnation

### Miglior montaggio
Se mi lasci ti cancello – Valdís Óskarsdóttir

### Miglior film
Il segreto di Vera Drake

### Miglior film in lingua straniera
Mare dentro (Mar adentro), regia di Alejandro Amenábar • Spagna / Francia / Italia

### Migliore scenografia
The Aviator – Dante Ferretti

### Migliore colonna sonora
Million Dollar Baby – Clint Eastwood

### Migliore sceneggiatura originale
Il segreto di Vera Drake – Mike Leigh

### Migliore adattamento della sceneggiatura
Sideways - In viaggio con Jack – Alexander Payne, Jim Taylor

### Miglior attore non protagonista
Philip Davis – Il segreto di Vera Drake

### Migliore attrice non protagonista
Natalie Portman – Closer

### Premio speciale
Don Cheadle (come attore dell'anno per i film Il delitto Fitzgerald, The Assassination e Hotel Rwanda)